# Католицизм на Мальдивах
Католицизм на Мальдивах не имеет большого числа последователей, его исповедуют менее 1 % населения этой страны. Подавляющее большинство мальдивцев исповедуют ислам, он же считается национальной религией в этом государстве.

## История
В 1833 году после назначения Клемана Понанда апостольским викарием епархии Пондичерри, он получил от Святого Престола разрешение об отправке миссионеров на Мальдивские острова, куда христианская вера на тот момент еще не распространилась. Первые попытки проповедования католицизма на Мальдивах были предприняты в 1839 году.
На Мальдивах никогда не было собственной Римско-католической территориальной епархии. С 1886 года Мальдивские острова вошли в Архиепархию-митрополию Коломбо на Шри-Ланке.

## Современное положение
На Мальдивах ислам является государственной религией и в этой стране нет свободы вероисповедания. В последнее время христиане на Мальдивах подвергаются значительной дискриминации. Президент Момун Абдул Гаюм заявил, что независимость страны будет потеряна, если Мальдивы перестанут быть мусульманской страной.
В 2008 году был принят закон, запрещающий предоставлять гражданство страны немусульманам. Кроме того, тот, кто будет уличён в исповедании любой другой религии, кроме ислама, будет лишён гражданства.
По итогам исследования международной организации «Open Doors» за 2014 год, Мальдивы занимают 7-е место в списке стран, где притесняют права христиан. Местные католики, как и представители других запрещённых вероисповеданий, не могут открыто практиковать свою религию, находятся под давлением государства и подвергаются различным формам дискриминации, вплоть до арестов, пыток и высылки из страны.